# Wersolog
Wersolog – uczony zajmujący się wersologią, czyli teorią wiersza. Ponieważ wersologia znajduje się na styku językoznawstwa i literaturoznawstwa, wersolog powinien być kompetentny w obu dziedzinach. Podstawowa dla wersologa jest znajomość prozodii określonego języka lub języków.
Z racji zajmowania się rymem i instrumentacją głoskową wersolodzy są przeważnie eufonologami.
Uczeni zajmujący się wersologią porównawczą są często równocześnie translatologami, czyli teoretykami przekładu.
W odniesieniu do wersologa używa się również określeń metryk i prozodysta.
Najwybitniejszymi polskimi wersologami byli Kazimierz Wóycicki, Jan Łoś, Maria Dłuska, Karol Wiktor Zawodziński, Maria Renata Mayenowa, Zbigniew Siatkowski, Jerzy Kuryłowicz, Lucylla Pszczołowska,  Jacek Baluch czy Adam Kulawik. Współcześnie wersologią zajmują się Witold Sadowski, Arkadiusz Sylwester Mastalski, Cecylia Galilej, Katarzyna Lesiak (filologia klasyczna), Monika Opalińska, Sławomir Studniarz, Paweł Siwiec (filologia orientalna).